# National Library of Australia
Die National Library of Australia (NLA) ist die Nationalbibliothek von Australien. Sie befindet sich in der Hauptstadt Canberra, genauer im Stadtteil Parkes am Südufer des Lake Burley Griffin. Gemäß dem National Library Act ist sie verantwortlich für die „Pflege und Entwicklung einer nationalen Sammlung von Bibliotheksmaterial, einschließlich einer umfassenden Sammlung mit Bezug zu Australien und dem australischen Volk“. Am Ende des Fiskaljahres 2018/19 umfasste die Sammlung der NLA rund 7,72 Millionen Medien sowie zusätzlich 17'950 Laufmeter mit Manuskriptmaterial. Außer dem Hauptgebäude existieren auch zwei Lagerhäuser im Stadtteil Hume.

## Geschichte

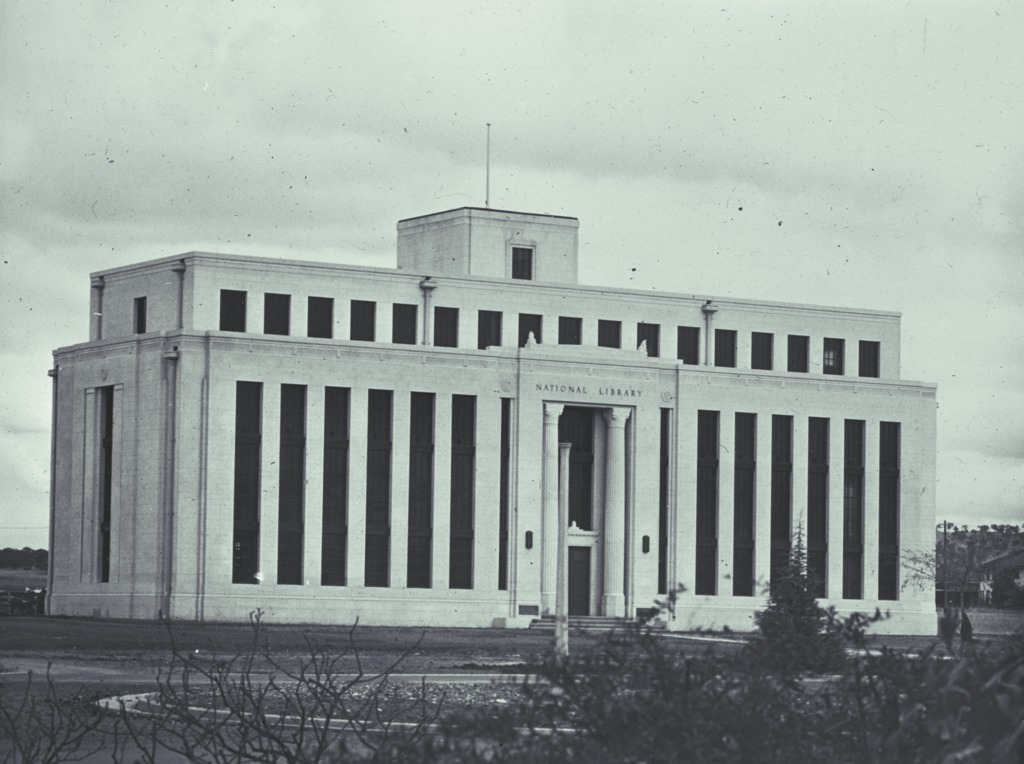
Altes Bibliotheksgebäude

Mit der Gründung des australischen Bundesstaates im Jahr 1901 wurde die Commonwealth Parliamentary Library eingerichtet, die dem neu gegründeten australischen Bundesparlament diente, aber auch der Allgemeinheit. Von Anfang an strebte sie danach, eine nationale Sammlung aufzubauen. 1907 definierte der Gemeinsame Parlamentarische Bibliotheksausschuss unter dem Vorsitz von Frederick Holder das Ziel der Bibliothek wie folgt: „Das Bibliothekskomitee hat das Ideal vor Augen, für die Zeit, in der das Parlament in der Bundeshauptstadt eingerichtet werden soll, eine große öffentliche Bibliothek nach dem Vorbild der weltberühmten Library of Congress in Washington aufzubauen; eine solche Bibliothek, die in der Tat der australischen Nation würdig sein soll; die Heimat der Literatur, nicht eines Staates oder einer Epoche, sondern der Welt und aller Zeiten.“
Der Standort der Parlamentsbibliothek war zunächst wie das Parlament selbst Melbourne, bis zum Umzug beider Institutionen im Jahr 1927. Dort war die Sammlung auf verschiedene Gebäude verteilt. Im November 1934 begannen die Bauarbeiten für ein neues zentrales Gebäude an der Kings Avenue. Aus finanziellen Gründen blieb das von Edward Henderson entworfene Bauwerk im streng klassizistischen Stil unvollendet. Von mehreren geplanten Flügeln konnte nur eines verwirklicht werden. Der vom Parlament verabschiedete National Library Act 1960 schuf die rechtliche Grundlage zur Trennung der Funktionen von Parlaments- und Nationalbibliothek, ebenso sicherte er die Finanzierung der neuen Institution, die am 23. März 1961 gegründet wurde.
In siebenjähriger Planungs- und Bauzeit entstand daraufhin das heutige Hauptgebäude der National Library of Australia am Parkes Place. Entworfen von Walter Bunning im Stil des so genannten „zeitgenössischen Klassizismus“, orientiert es sich an den Arbeiten des amerikanischen Architekten Edward Stone und am Parthenon. Das achtgeschossige Gebäude sollte die gleiche Anzahl Säulen (17×8) wie das griechische Original aufweisen, doch die National Capital Development Commission strich eine Säulenreihe, um 250.000 Dollar einzusparen. Premierminister Robert Menzies zeigte großes Interesse an der Entwicklung und Finanzierung der Bibliothek. Er war offen gegen die Idee eines modernen Gebäudes und befürwortete „etwas mit Säulen“. Bunnings klassizistische Vision bedeutete, dass traditionelle Baumaterialien verwendet wurden. Das Äußere des Gebäudes ist mit hellem Marmor verkleidet, hinzu kommen Granit, Bronze, Schiefer und Kupfer. Die Wände des Podiums sind aus grauem Trachyt und das Dach aus Kupfer. Die Eröffnung erfolgte am 15. August 1968 durch Premierminister John Gorton. Das Henderson-Gebäude an der Kings Aveneue wurde im selben Jahr abgerissen.

## Sammlung
Die Australiana-Sammlung der Bibliothek hat sich zur landesweit wichtigsten Ressource an Materialien entwickelt, die das australische Kulturerbe erfasst. Australische Schriftsteller, Herausgeber und Illustratoren werden aktiv gesucht und gut repräsentiert – egal, ob ihre Werke in Australien oder im Ausland veröffentlicht wurden. Die Sammlung umfasst alle Materialformate: von Büchern, Zeitschriften, Websites und Manuskripten bis hin zu Bildern, Fotografien, Karten, Musik, Oral History, Manuskriptpapieren und Ephemera.
Ungefähr 94,1 % des Bibliotheksbestandes sind katalogisiert und über den Online-Katalog auffindbar. Bis Juni 2019 hat die NLA über 5,5 Millionen Objekte aus ihrer Sammlung digitalisiert und präsentiert diese, wenn möglich, direkt über das Internet. Die Bibliothek ist weltweit führend auf dem Gebiet der elektronischen Archivierung. Darüber hinaus unterhält sie seit 1996 ein im Internet zugängliches Archiv ausgewählter australischer Websites, das Pandora Archive.
Das Australische Urheberrechtsgesetz (Copyright Act 1968) schreibt vor, dass ein Pflichtexemplar jedes in Australien veröffentlichten Buches in der Nationalbibliothek sowie in der Zentralbibliothek des jeweiligen australischen Staates hinterlegt wird. Die Bibliothek vergibt auch ISSN- und ISMN-Nummern sowie CIP-Titelaufnahmen für australische Herausgeber.

### Australische und allgemeine Sammlung
Die Bibliothek sammelt Material, das von Australiern, für Australier oder über die australische Erfahrung produziert wurde, in allen Formaten. Dazu gehören nicht nur Werke wie Bücher, Serien, Zeitungen, Karten, Poster, Musik und gedruckte Ephemera, sondern auch Online-Publikationen und unveröffentlichtes Material wie Manuskripte, Bilder und mündlich überlieferte Geschichten. Eine Kernsammlung von Australiana ist jene von John Alexander Ferguson. Die NLA hat besondere Sammelschwerpunkte in den darstellenden Künsten, einschließlich Tanz. Die Bibliothek verfügt über eine beträchtliche Sammlung von allgemeinen Werken aus Übersee, von seltenen antiquarischen Büchern sowie erstklassige asiatische und pazifische Sammlungen, welche die Australiana-Sammlung ergänzen. Die Drucksammlungen werden zudem durch umfangreiche Mikroformbestände unterstützt. Darüber hinaus unterhält die NLA die Nationale Braille-Sammlung.

### Asiatische Sammlungen
Die Bibliothek beherbergt die größte und sich am aktivsten entwickelnde Forschungsressource zu Asien in Australien und die größten Sammlungen in asiatischen Sprachen der südlichen Hemisphäre, mit über einer halben Million Bänden in der Sammlung sowie umfangreiche Online- und elektronische Ressourcen. Sie sammelt Ressourcen über alle asiatischen Länder in westlichen Sprachen sowie Ressourcen in den folgenden asiatischen Sprachen: Birmanisch, Chinesisch, Persisch, Malaiisch, Japanisch, Khmer, Koreanisch, Laotisch, Mandschu, Mongolisch, Thailändisch und Vietnamesisch sowie die Sprachen Osttimors. Ebenso hat die Bibliothek eine Reihe wichtiger westlicher und asiatischer sprachwissenschaftlicher Sammlungen von Forschern und Buchsammlern erworben.

### Bilder und Manuskripte
Die Nationalbibliothek verfügt über eine umfangreiche Sammlung von Bildern und Manuskripten. Zwar bezieht sie sich vorwiegend auf Australien, aber es gibt auch wichtige Bestände zu Papua-Neuguinea, Neuseeland und dem Pazifik. Die Sammlung enthält auch eine Reihe europäischer und asiatischer Manuskriptsammlungen, einzelne Stücke sind als Teil der Buchsammlungen von Gebildeten eingegangen. Die australischen Manuskriptsammlungen stammen aus der Zeit der maritimen Erforschung und Besiedlung im 18. Jahrhundert bis in die Gegenwart, wobei der Schwerpunkt in den 1890er Jahren einsetzt. Sie umfassen eine große Anzahl herausragender Einzelstücke wie zum Beispiel das Kopialbuch von Chertsey aus dem 14. Jahrhundert, das Journal von James Cook auf der HMS Endeavour, die Tagebücher von Robert O’Hara Burke und William John Wills von der Burke- und Willis-Expedition sowie die Logbücher von Charles Kingsford Smith und Charles Ulm.
In der Sammlung ist ein breites Spektrum von Einzelpersonen und Familien vertreten, mit einem Schwerpunkt in den Bereichen Politik, öffentliche Verwaltung, Diplomatie, Theater, Kunst, Literatur, Weidewirtschaft und Religion. Beispiele sind die Arbeiten von Alfred Deakin, John Latham, Keith Murdoch, Hans Heysen, John Monash, Vance und Nettie Palmer, Alec Derwent Hope, Manning Clark, Billy Hughes, Robert Menzies, William McMahon, Richard Casey, Peter Sculthorpe, Daisy Bates, Jessie Street und Eddie Mabo. Die Bibliothek hat auch die Unterlagen vieler nationaler Nichtregierungsorganisationen erworben. Dazu gehören die Unterlagen verschiedener Parteien, kultureller Institutionen und wohltätiger Vereinigungen.
Die Bildersammlung der Nationalbibliothek konzentriert sich auf australische Menschen, Orte und Ereignisse, von der europäischen Erforschung des Südpazifiks bis hin zu zeitgenössischen Ereignissen. Kunstwerke und Fotografien werden in erster Linie wegen ihres Informationswerts und ihrer Bedeutung als historische Dokumente erworben. Zu den in der Sammlung vertretenen Medien gehören Fotografien, Zeichnungen, Aquarelle, Ölgemälde, Lithografien, Stiche, Radierungen, Skulpturen und Büsten.

## Dienstleistungen
Die NLA übernimmt eine nationale Führungsrolle bei der Entwicklung und Verwaltung gemeinsamer Online-Dienste mit der australischen Bibliotheksgemeinschaft und erleichtert den Benutzern die Suche nach und den Zugang zu Informationsressourcen auf nationaler Ebene. Das Hauptgebäude der Nationalbibliothek beherbergt verschiedene Lesesäle und Sammlungen. Im Erdgeschoss befindet sich der mit Hauptlesesaal mit dem Großteil der Zugangsterminals zum Internet. Im Erdgeschoss werden auch Dienstleistungen aus dem Bereich Zeitungen und Familiengeschichte angeboten. Für Spezialsammlungen ist der Lesesaal im ersten Stockwerk zuständig, für die asiatischen Sammlungen jener im dritten Stockwerk.
Unter dem Motto Preserving access to digital information („Erhalt des Zugangs zu digitalen Informationen“) entwickelte die National Library of Australia einen Bibliotheksdatenbank-Aggregator namens Trove. Dabei handelt es sich um einen zentralisierten nationalen Dienst, der in Zusammenarbeit mit großen australischen Bibliotheken aufgebaut wurde und 2010 online ging. Das bekannteste Merkmal von Trove ist die digitalisierte Sammlung australischer Zeitungen. Im Jahr 2019 waren bereits über 26,5 Millionen digitalisierte Seiten über Trove zugänglich. Viele der Suchdienste der NLA wurden vollständig in Trove integriert, was bedeutet, dass einige nur noch über diese Website zugänglich sind. Andere wie das Pandora Archive und die Australian National Bibliographic Database nutzen Trove als ihr wichtigstes Mittel für den öffentlichen Zugang. Der Dienst ist in der Lage, Ressourcen über Australien und Australier auch an Orten zu finden, die sonst für externe Suchmaschinen nicht zugänglich sind.

## Direktoren

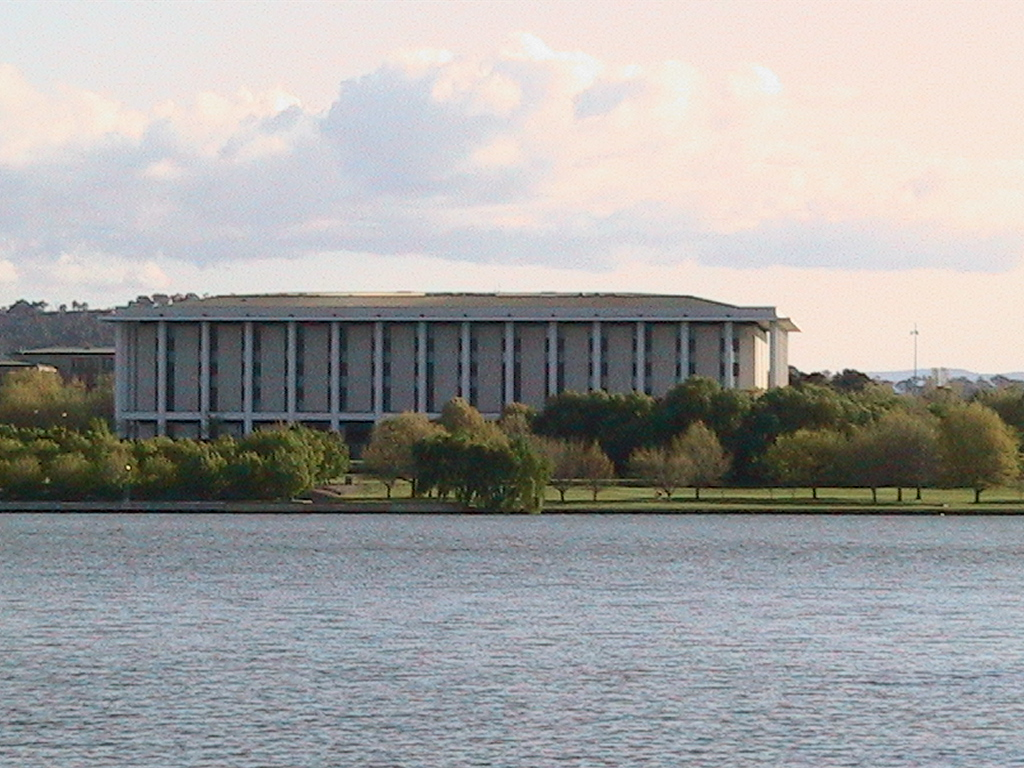
Die Nationalbibliothek vom Lake Burley Griffin aus gesehen

- 1901–1927: Arthur Wadsworth, interimistischer Commonwealth-Parlamentsbibliothekar
- 1927–1947: Kenneth Binns, Commonwealth-Parlamentsbibliothekar
- 1947–1970: Harold Leslie White, Nationaler Bibliothekar
- 1970–1974: Allan Percy Fleming, Nationaler Bibliothekar
- 1974–1980: George Chandler, Generaldirektor
- 1980–1985: Harrison Bryan, Generaldirektor
- 1985–1999: Warren Horton, Generaldirektor
- 1999–2010: Jan Fullerton, Generaldirektorin
- 2011–2017: Anne-Marie Schwirtlich, Generaldirektorin
- seit 2017: Marie-Louise Ayres, Generaldirektorin